# This Close
This Close est une série télévisée de comédie dramatique américaine en quatorze épisodes de trente minutes créée par Shoshannah Stern et Joshua Feldman et diffusée entre le 14 février 2018 et le 21 septembre 2019 sur Sundance Now.
Cette série est inédite dans tous les pays francophones.
Il s’agit de la première série télévisée créée, écrite et interprétée par deux acteurs sourds.

## Synopsis
La série se concentre sur des deux meilleurs amis sourds (Shoshannah Stern et Joshua Feldman) à Los Angeles.

## Distribution
- Shoshannah Stern : Kate
- Joshua Feldman : Michael Rosen
- Zach Gilford : Danny
- Colt Prattes : Ryan
- Colleen Foy : Taylor
- Cheryl Hines : Stella
- Nyle DiMarco : Ben Genovese
- Keiko Agena : Dorinda
- Cynthy Wu : Sara
- Matthew Jaeger : Eddie
- Ramon Norrod : Carl
- CJ Jones : Craig
- Marlee Matlin : Annie

## Production

### Développement
En octobre 2015, Shoshannah Stern et Joshua Feldman créent une web-série originellement intitulée Fridays et la présentent sur Kickstarter pour le financement participatif. En 2017, la série est sélectionnée et présentée au festival du film de Sundance. Dans la même année, SundanceTV obtient le droit de la série et la diffuse sur Sundance Now sous le titre This Close à partir du 14 février 2018.
En avril 2018, il est annoncé que la seconde saison est officialisée.
Le 7 mai 2019, il est annoncé que la seconde saison sera diffusée dès le 12 septembre 2019.

### Fiche technique
Sauf indication contraire, les informations mentionnées dans cette section peuvent être confirmées par la base de données cinématographiques IMDb,  présente dans la section « Liens externes ».
- Titre original : This Close
- Création : Shoshannah Stern et Joshua Feldman
- Réalisation : Andrew Ahn
- Scénario : Shoshannah Stern et Joshua Feldman
- Direction artistique : Caity Birmingham
- Décors : Alexi Gomez
- Photographie : Bruce Thierry Cheung et Judy Phu
- Montage : Geraud Brisson et Kate Hickey
- Musique : Brooke Blair et Will Blair
- Production : Wolfgang Hammer, Colette Burson, Andrew Ahn, Mary Pat Bentel, Joshua Feldman, David Hinojosa, Shoshannah Stern, Christine Vachon et Paul Young
- Sociétés de production : Super Deluxe ; Killer Films (coproduction)
- Société de distribution : SundanceTV
- Pays d’origine :  États-Unis
- Langues originales : anglais, langue des signes
- Format : couleur
- Genre : comédie dramatique
- Durée : 30 minutes
- Date de diffusion :
  - États-Unis : 14 février 2019 sur Sundance Now

## Épisodes

### Première saison (2018)
La première saison est diffusée dès le 14 février 2018
1. Like I Always Wanted
2. Who We Are
3. Night and Day
4. The Chances
5. The Way We Were
6. What Happened to Us

### Seconde saison (2019)
Elle est diffusée le 12 septembre 2019.
1. Look Both Ways
2. No Place Like Home
3. Three's Company
4. Wait Until Dark
5. Frog of Truth
6. Games People Play
7. It's About Time
8. Begin Again

## Accueil

### Critique
Mike Hale du journal américain The New York Times voit cette série « drôle et bouleversante comme nous ne l’avons jamais vue auparavant… habilement bien réalisée avec les formidables acteurs » (« funny and poignant in ways we haven’t seen before… deftly directed and impressively cast »).